# クルフカ

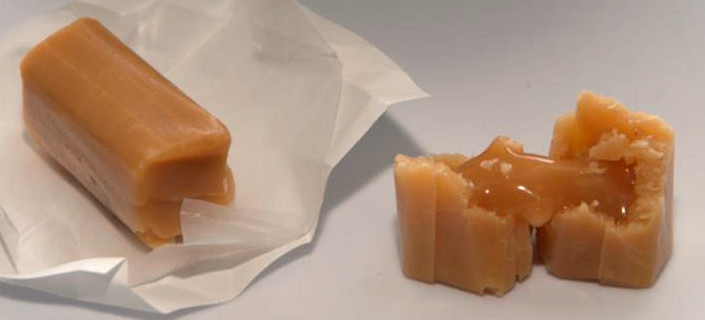
Krówki

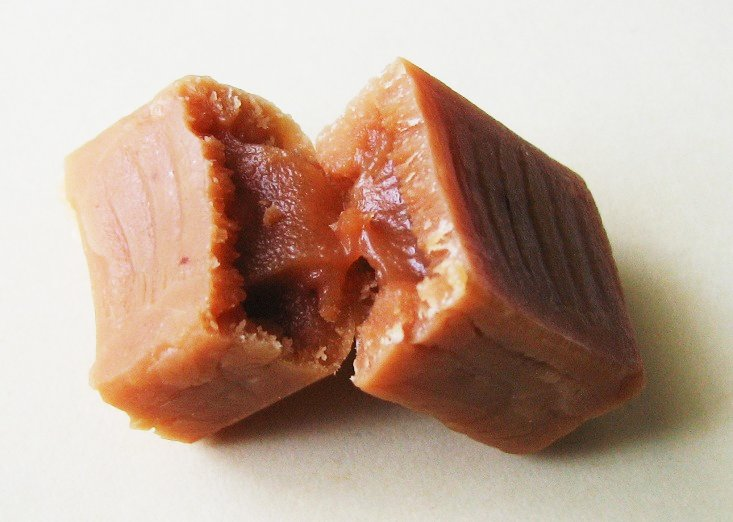
クルフカの一例

クルフカ（ポーランド語: Krówka [krufka] 単数形： 複数形はクルフキ Krówki [krufki]）は、ポーランド語で「ちっちゃい牛ちゃん」を意味するポーランド式ファッジで、セミソフトトフィーの菓子。ヨーロッパや北アメリカの諸国で長く愛されている。

## 名称について

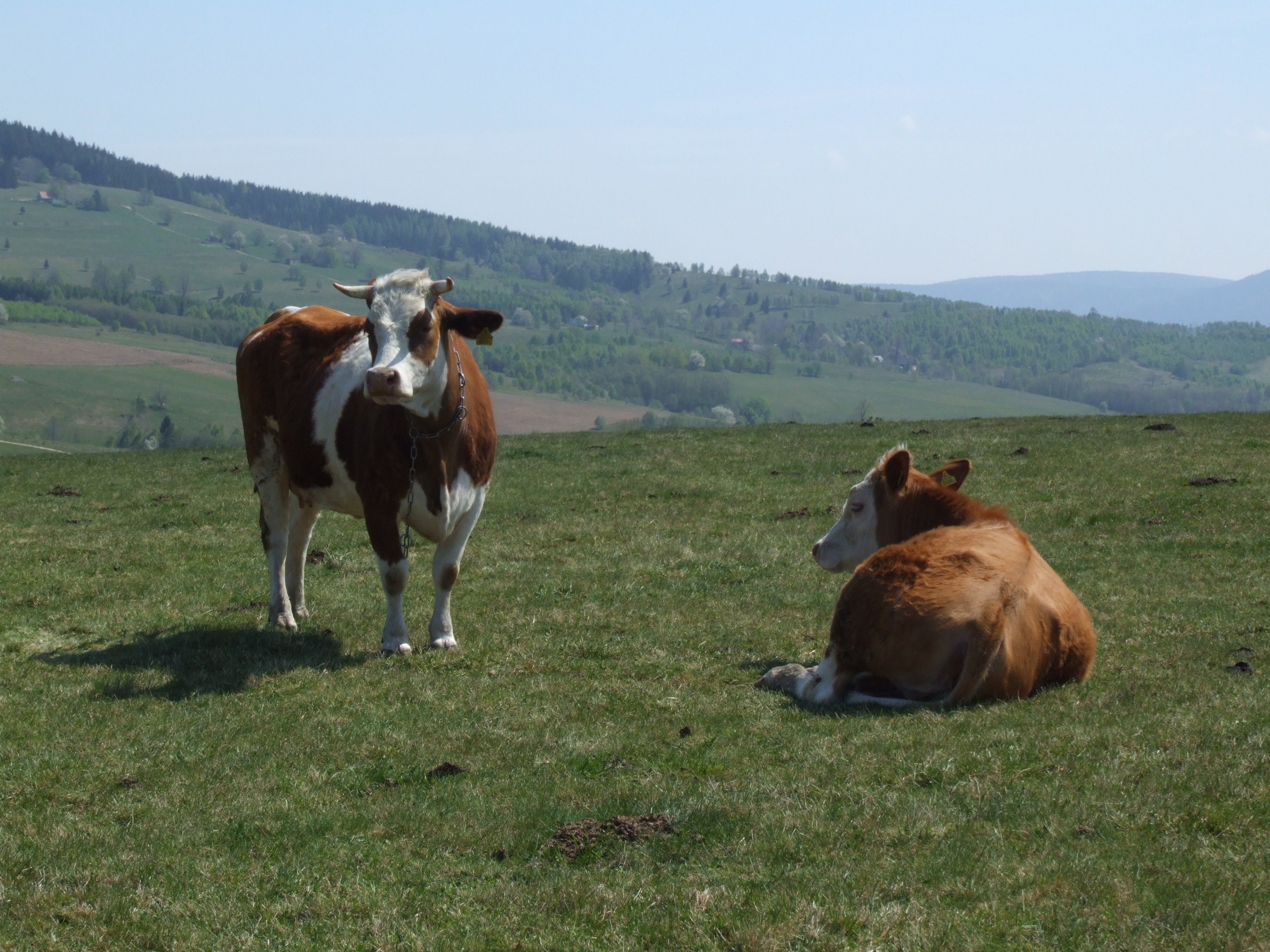
ポーランドの南部山岳地方の放牧地の乳牛

語源は「牛」を意味するポーランド語の「クロヴァ」（krowa）。ポーランド語には名詞をかわいらしくする（つまり日本語での「ちっちゃな～ちゃん」の意味を示す）指小形という表現法があり、「クルフカ」は「クロヴァ」の指小形の一つで「ちっちゃな牛ちゃん」。（指小形は基本的な法則を守る限りさまざまなものを自由に作ることができ、「クロヴァ」の指小形のうち最も簡単なものが「クルフカ」）。
ヨーロッパや北アメリカでは複数形の「クルフキ」（英語圏では「クロウキ」と訛って発音する傾向がある）として知られているが、日本では近年「クルフカ」と単数形で紹介されている。

## クルフカの父

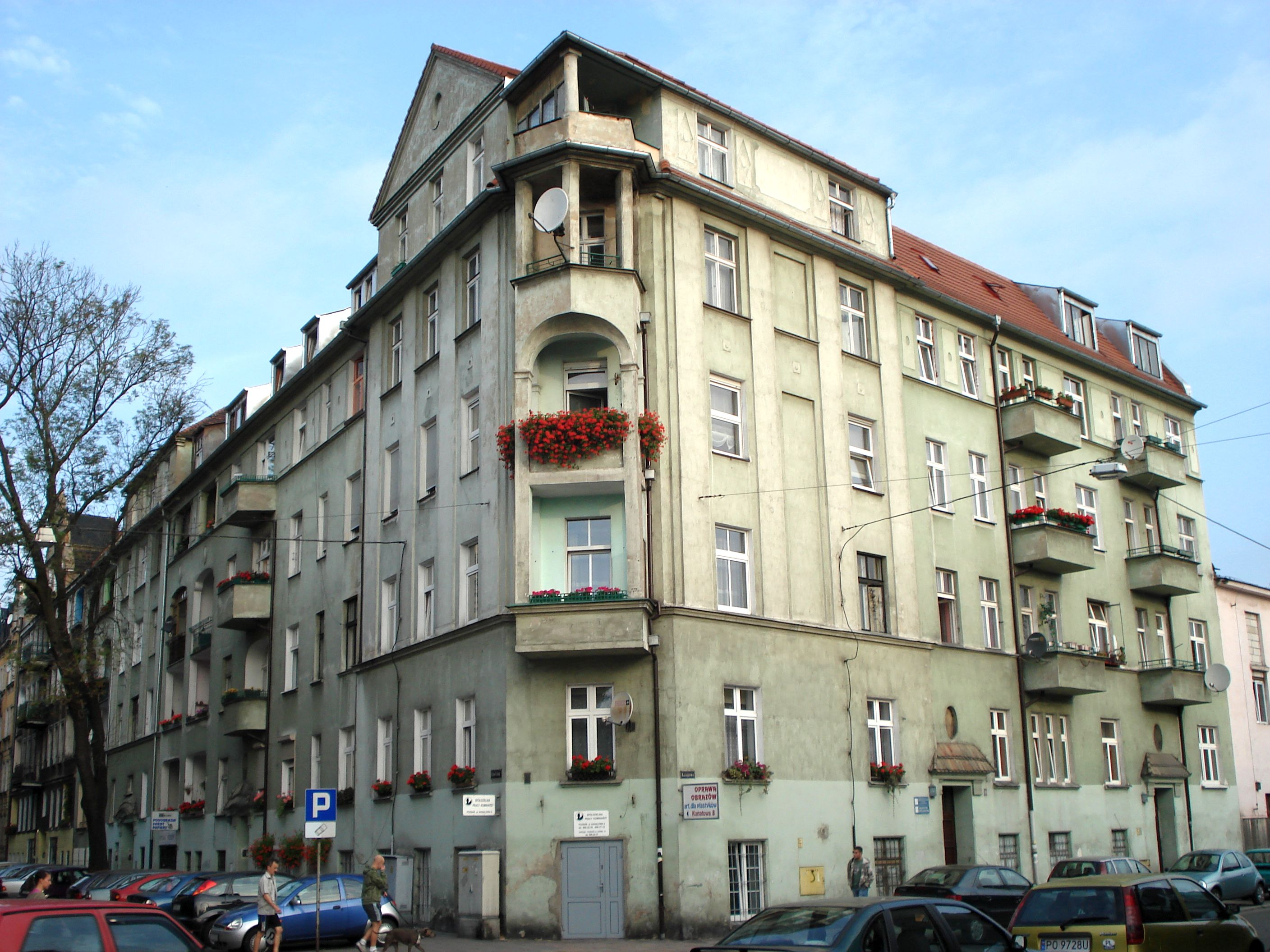
1930年代にフェリックス・ポモルスキのクルフカ製造会社の本社事務所が入っていた建物
（ポズナン市鉄道通り55番・55a番）

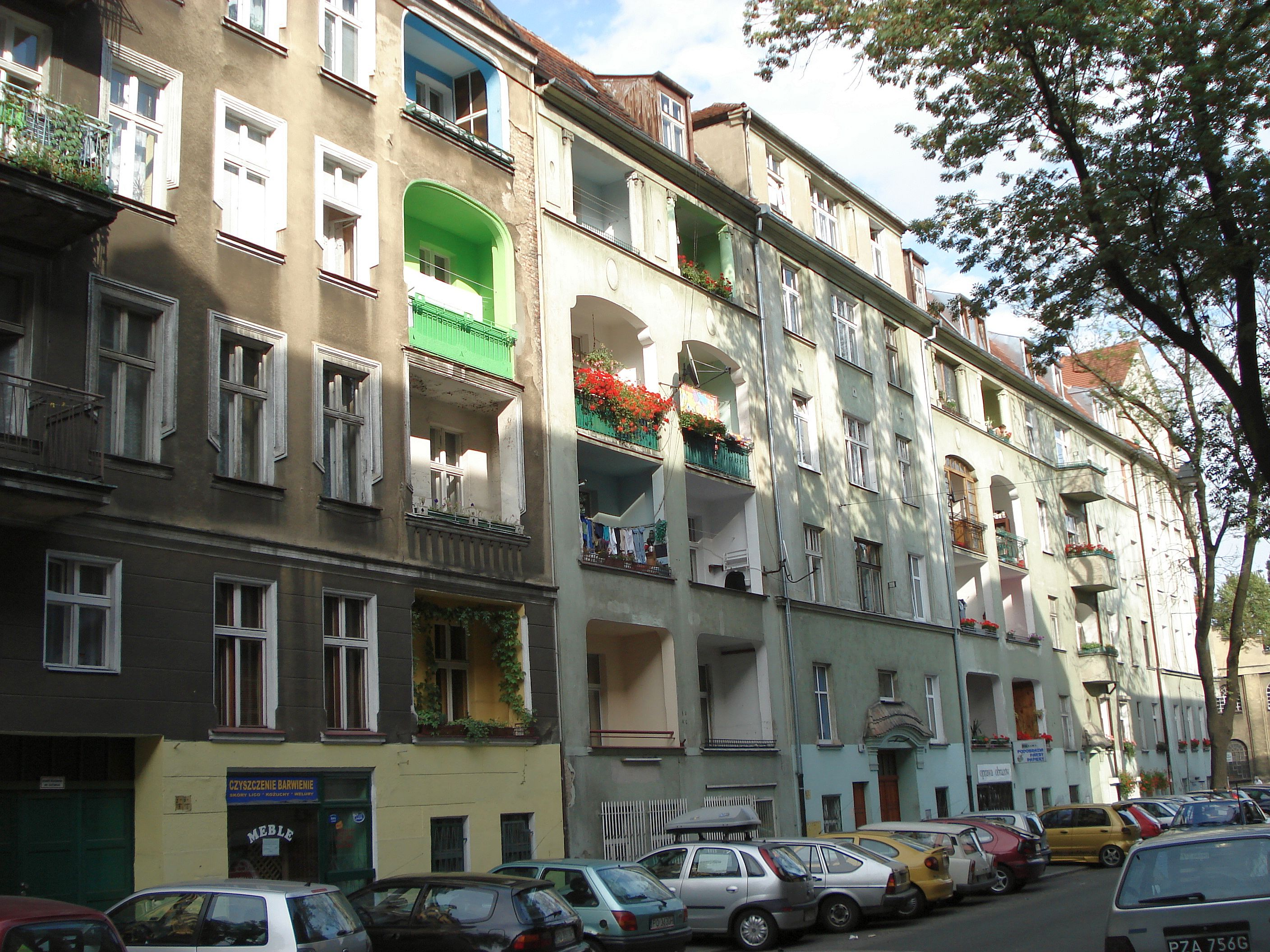
1930年代にフェリックス・ポモルスキのクルフカ製造会社の工房があった住所（ポズナン市運河通り9番）

クルフカを発明したのはフェリックス・ポモルスキ（Feliks Pomorski：1895 - 1963）。ポモルスキは「クルフカの父」と呼ばれている。
フェリックスはジトミェシュ（現在はウクライナ領のジトーミル市となっている）の叔父が経営していたキャンディ工場に7歳のころから何度も行き、工場でのキャンディの作り方を教わった。彼は成人すると1921年にポズナンに工房を開き、そこで1929年まで「クルフカ」を製造販売して成功、1930年代になると同市の「鉄道通り（pl:Ulica Kolejowa）」に本社事務所を移転し、「運河通り（pl:Ulica Kanałowa）」にもっと大きなクルフカ工房を建て、今では定番となっている黄色の包み紙と牛の絵の包装紙による個別包装でクルフカを販売した。この包み紙のデザインは大好評で、このおかげで「クルフカ」の商品名が定着した。
1939年、ナチス・ドイツがポーランドに侵攻して第二次世界大戦が勃発する。ドイツ人がポーランド全土を占領すると、フェリックスはドイツ人に会社と工房を乗っ取られ追放された。
しかし第二次世界大戦が終わるとフェリックスは首都ワルシャワ近郊のミラヌヴェック（en:Milanówek）でクルフカ工房を再建、会社を「L. ポモルスキ少佐と彼の息子のキャンディ社」（Wytwórnia Cukierków L. Pomorski i Syn）として再興した。この「Ｌ」はフェリックスの長男レシェック（Leszek）の頭文字である。レシェックは第二次世界大戦ではポーランド陸軍の少佐にまで昇進していたが、戦争が終わると軍を引退し父フェリックスとともに会社の再興に身を投ずる決意をしたのである。
当時のポーランド人民共和国の共産主義政権は1952年にこの工房を接収して国営化し、当時すでに国営化されていたワルシャワのチョコレート会社「ヴェーデル社」（当時は国営化により解散させられ、「7月22日工場」と改名されていた）の傘下に置いた。この国営工場のクルフカの品質は急速に劣化した。
不屈のポモルスキ父子は決してあきらめなかった。国がそういうでたらめをやるつもりならば、と彼は自宅の庭の門小屋を改装して工房とし、自前で「本物のクルフカ」の製造販売を開始したのである。
もはや伝説となった「クルフカの父」フェリックス・ポモルスキとその息子レシェックが手作りする「本物のクルフカ」の評判は近所から近隣一帯に口コミで急速に広まっていった。ポモルスキ手作りの「本物のクルフカ」はついには首都ワルシャワの店頭にも並ぶようになった。
フェリックス・ポモルスキは1963年に他界した。自前の工房の経営と「本物のクルフカ」の製造は長男のレシェック・ポモルスキが引き継いだ。共産主義時代の中央計画経済の矛盾は1970年代半ばを過ぎると経済的混乱を引き起こし、この結果多くの個人零細企業が倒産していったが、レシェックは工房と「本物のクルフカ」を守り抜いた。クルフカの価格まで中央政府が統制したが、「本物のクルフカ」の味は消費者の人気を集め、このおかげで会社を存続させることができた。
現在、この工房は戦後に再興した「L. ポモルスキ少佐と彼の息子のキャンディ社」の名称を使用、創業者フェリックス・ポモルスキの孫（つまり社名にあるL. ポモルスキ少佐の息子）であるピョートル・ポモルスキ（Piotr Pomorski）が経営し、15人の従業員とともに無理な拡大政策は採らない方針を貫き、零細工房のまま伝統のレシピと繊細な味を守り、ポーランドにいくつかある「クルフカ」製造販売業者の一つとして順調に操業している。

## 販売
クルフカはポーランドで最も一般的なお菓子のひとつで、世界中で販売されている。多くのブランドがある。乳牛の絵が描かれている白と黄色の包み紙で一粒ずつ個別包装されていることが多い。
冷戦時代よりも前からすでにヨーロッパ全土で広く知られていた。
一般的に販売されているものは個別包装に適したように、外側が一般的なキャラメルのような食感あるいはサクサクないしカリカリとした歯ごたえのある固めの食感で、トロっとした柔らかい食感の内側は生地本来の香りがふわっと広がるように作られている。外側の固めの生地のおかげで常温で溶けやすいということはないので、保存や輸送に便利である。

## 種類
オリジナルのレシピでは通常、ミルクと砂糖、そしてバター、クリーム、バニラを加えることもある。チョコレートやコーヒーの香りのクルフカも売られている。乳糖不耐症の消費者向けに豆乳で製造したものもある。